# Хаен (провінція)
Хае́н (ісп. Jaén) — провінція на півдні Іспанії у складі автономного співтовариства Андалусія. Вона межує з провінціями Сьюдад-Реаль на півночі, Альбасете на сході, Гранада на півдні і Кордова на заході. Адміністративний центр — місто Хаен.
Площа провінції — 13 496 км². Населення — 669 782 особи; густота населення — 49,63 осіб/км². Адміністративно поділяється на 97 муніципалітетів.